# Cratere Beag
Beag è un cratere sulla superficie di Titano.